# Zwieselberg (Landkreis Füssen)
Zwieselberg ist eine Gemarkung im Landkreis Ostallgäu und war eine Gemeinde im Landkreis Füssen.
Die Gemarkung ist der südliche Teil des Gemeindegebiets von Roßhaupten. Auf ihr liegen die Orte Grünten, Hinterzwieselberg, Schwarzenbach, Ussenburg und Vorderzwieselberg.
Die Gemeinde Zwieselberg im Landkreis Füssen wurde zum Jahresende 1968 aufgelöst und nach Roßhaupten eingemeindet. 1961 hatte sie 70 Einwohner und eine Fläche von 416,55 Hektar.